# Roman Kierzkowski

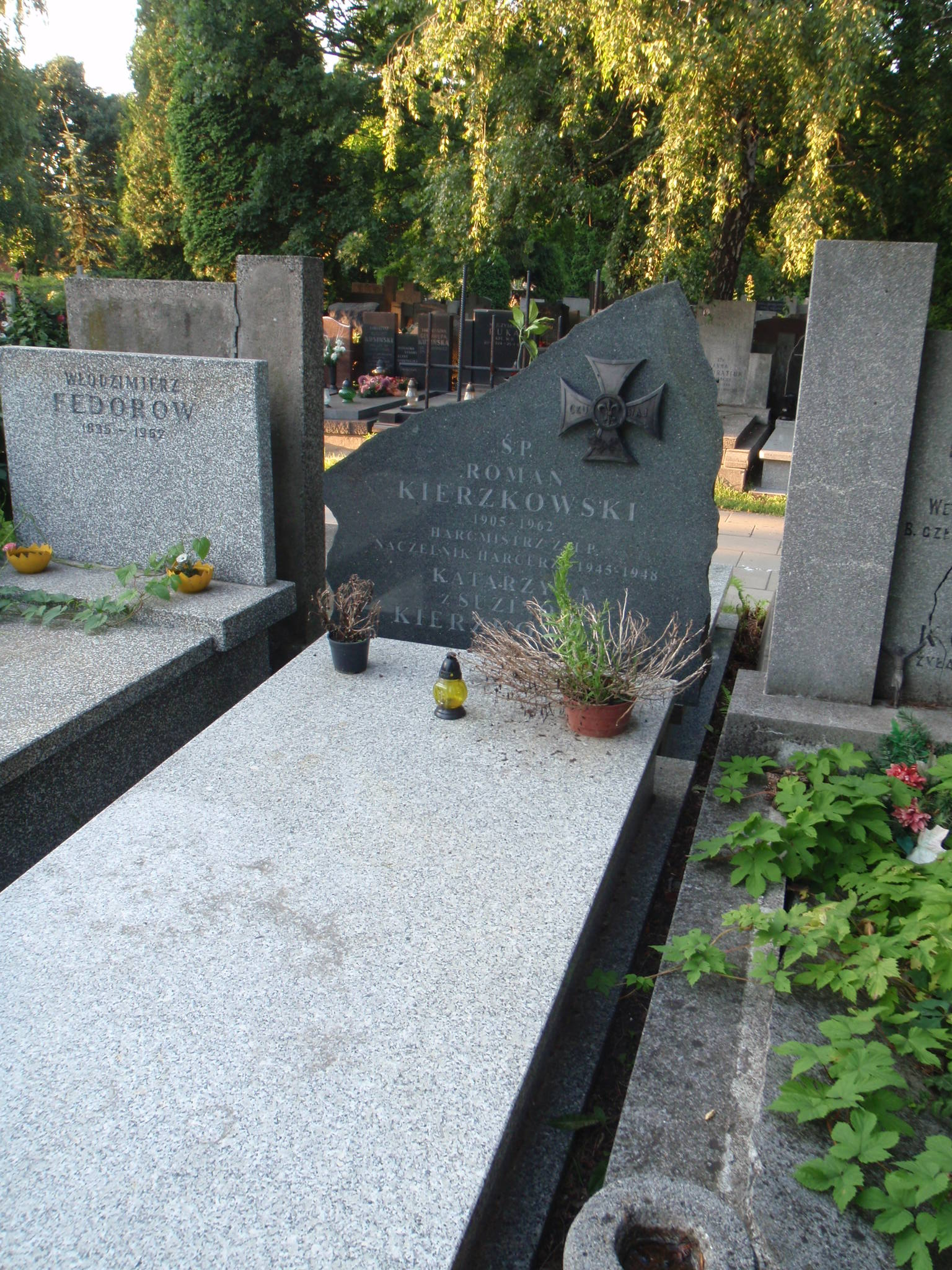
Grób Romana Kierzkowskiego na Powązkach Wojskowych w Warszawie

Roman Kierzkowski (ur. 6 sierpnia 1905 w Radomiu, zm. 5 grudnia 1962) – polski instruktor harcerski, harcmistrz i nauczyciel. W latach 1945–1948 Naczelnik Harcerzy ZHP.

## Życiorys

### Młodość
Urodził się 6 sierpnia 1905 roku w Radomiu w rodzinie Władysława Kierzkowskiego. Uczył się w Gimnazjum im. J. Kochanowskiego w Radomiu, gdzie w 1918 roku wstąpił do Radomskiej Drużyny Harcerzy im. Romualda Traugutta, której od 1922 roku był drużynowym. Po maturze przez kilka lat studiował weterynarię i prawo na Uniwersytecie Warszawskim, ale magisterium otrzymał dopiero na Wolnej Wszechnicy Polskiej w Warszawie.
Od 1924 roku był nauczycielem 72. Szkoły Powszechnej im. Tadeusza Kościuszki w Łodzi, przy której w styczniu 1929 roku założył XIII Łódzką Drużynę Harcerzy „Stalowa Trzynastka” im. gen. Bema, której przez rok był drużynowym. Do 1939 roku był nauczycielem, wychowawcą, instruktorem harcerskim i działaczem Związku Nauczycielstwa Polskiego w Łodzi. W latach 1924–1933 był drużynowym, 1933–1934 hufcowym harcerzy, a od 1934 do 1939 roku pracownikiem Komendy Chorągwi Harcerzy w Łodzi. Od 10 czerwca 1935 roku w stopniu podharcmistrza pełnił funkcję referenta nowych drużyn w Komendzie Chorągwi Harcerzy.
Stopień harcmistrza otrzymał rozkazem Naczelnika Harcerzy L-19 z dnia 27 czerwca 1936 roku. Rozkazem L2-36 z dnia 14 października 1936 roku został kierownikiem Referatu Prasy i Zagranicy. Od 1 kwietnia do 31 sierpnia 1937 roku wziął urlop w Komendzie Chorągwi, a następnie 27 września 1937 roku został zwolniony z funkcji. 28 lutego 1938 roku został mianowany bibliotekarzem Komendy Chorągwi. Od 1937 do 1938 roku był nauczycielem matematyki w Dokształcającej Szkole Zawodowej dla Elektryków Nr. 11 w Łodzi przy ul. Żeromskiego 115.

### II wojna światowa
We wrześniu 1939 roku w ramach Pogotowia Harcerzy czynnie uczestniczył w obronie Warszawy i działał w tworzonych po 27 września 1939 roku Szarych Szeregach. Podczas okupacji był organizatorem tajnego nauczania w województwie warszawskim (Generalnym Gubernatorstwie). W 1943 roku był więziony na Pawiaku.

### Polska Ludowa
Po wyzwoleniu przystąpił do pracy harcerskiej. Był czynnym członkiem Harcerskiego Kręgu „Wigry”. 1 listopada 1945 roku wszedł w skład Harcerskiego Komitetu Gwiazdki dla Żołnierza Polskiego. Od 16 maja 1945 do 25 czerwca 1946 roku był przewodniczącym Komisji Zagranicznej Naczelnictwa ZHP.
5 kwietnia 1945 roku powierzono mu pełnienie obowiązków Naczelnika Harcerzy, w maju 1945 roku został powołany w skład Tymczasowej Naczelnej Rady Harcerskiej, która w dniach 22–23 maja 1945 roku wybrała go w skład Naczelnictwa ZHP oraz Naczelnika Harcerzy. Z funkcji naczelnika został zwolniony 4 maja 1948 roku, a więc prawie do chwili politycznej likwidacji ZHP.
Po odnowie ZHP w grudniu 1956 roku włączył się czynnie do pracy instruktorskiej. Od 1 lutego 1957 do 1958 roku był wizytatorem pracy Chorągwi w Głównej Kwaterze ZHP, a od 1 października do 11 czerwca 1959 roku wizytatorem w Dziale Organizacyjnym GK. Następnie pracował Centralnej Składnicy Harcerskiej i w Ministerstwie Gospodarki Komunalnej w Warszawie przy ul. Nowogrodzkiej 1/3 na stanowisku inżyniera BHP.
Mieszkał w Warszawie. Miał żonę i dwoje dzieci. Zmarł 5 grudnia 1962 roku w wieku 57 lat i został pochowany na Cmentarzu Wojskowym na Powązkach w Warszawie (kwatera BII30-2-24).

## Odznaczenia
- Medal Zwycięstwa i Wolności 1945 (1946)[2]
- Złoty Krzyż Zasługi (1946)[2]
- Złoty Krzyż Harcerskiego Odznaczenia Honorowego Za Zasługę (1946)[2]
- Medal 10-lecia Polski Ludowej (1955)[2]